# (959) Arne

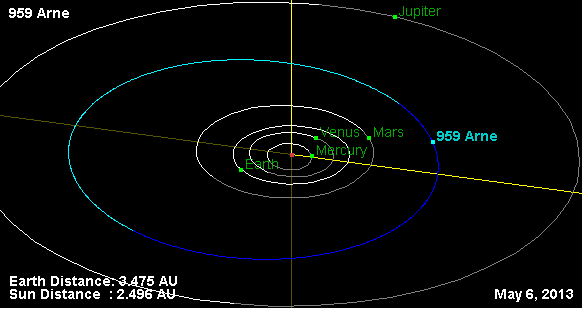
Òrbita de l'asteroide (959) Arne.

(959) Arne és un asteroide del cinturó principal descobert per l'astrònom Karl Wilhelm Reinmuth en 1921 des de l'observatori de Heidelberg-Königstuhl, Heidelberg, Alemanya.
Deu al seu nom en honor del fill de l'astrònom suec Bror Asplind.
S'estima que té un diàmetre de 57,42 ± 1,5 km. La seva distància mínima d'intersecció de l'òrbita terrestre és d'1,48629 ua. El seu TJ és de 3,157.
Les observacions fotomètriques recollides d'aquest asteroide mostren un període de rotació de 123,7 hores, amb una variació de lluentor de 10,7 de magnitud absoluta.